# Сакраментарій Геласія

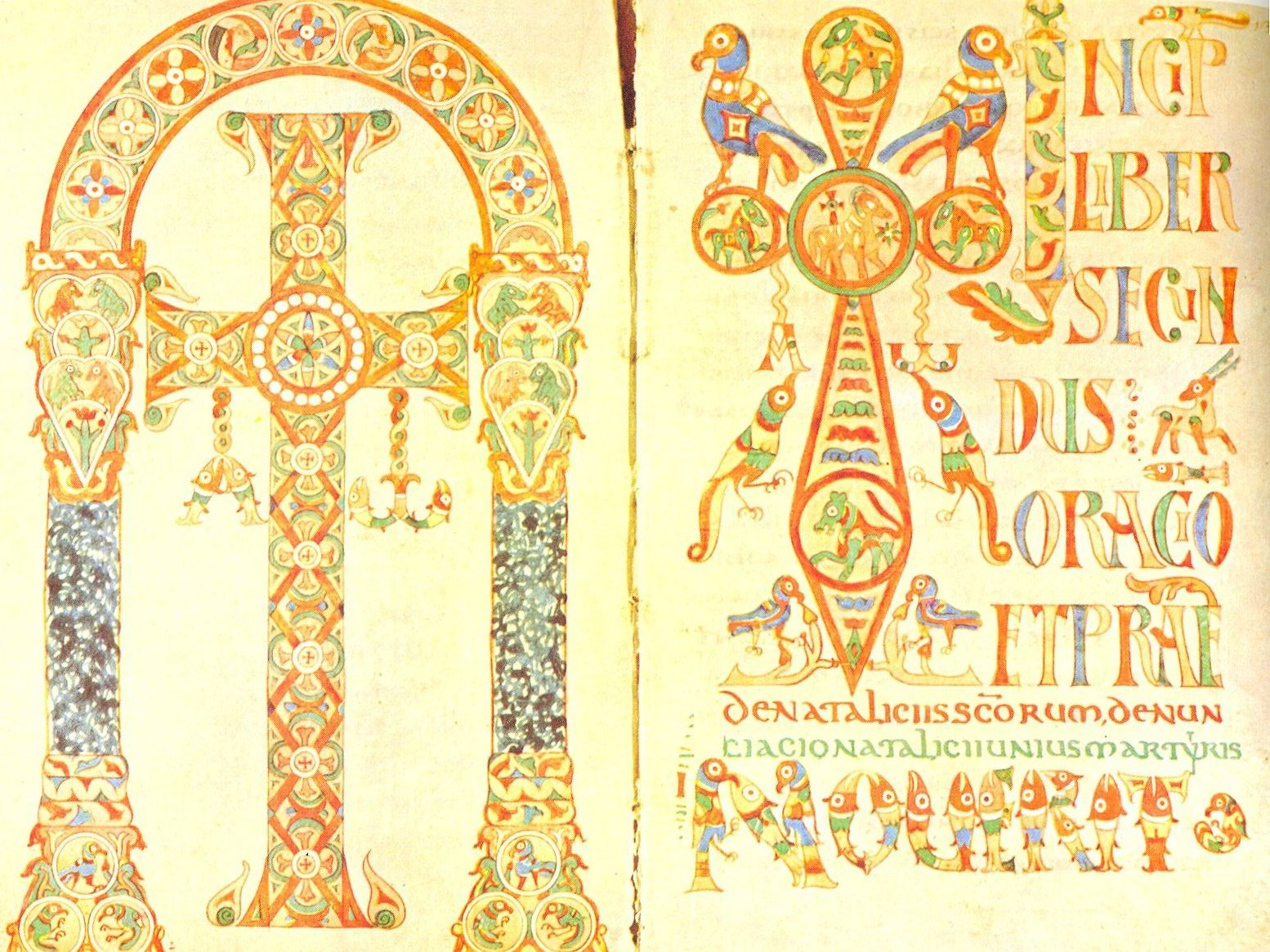
Сакраментарій Геласія. Перша сторінка та інципіт Ватиканського манускрипту

Сакраментарій Геласія (лат. Sacramentarium Gelasianum) — сакраментарій, книга з християнської літургії.
Це друга найдавніша західна літургічна книга, яка збереглася до нашого часу (екземпляр рукопису у Ватиканській бібліотеці (MS Reginensis 316), старшим є тільки Веронський сакраментарій.

## Опис
Книга існує в декількох рукописах, найстарший з яких — рукопис 8-го сторіччя, що зберігається у Ватиканській бібліотеці та був отриманий з бібліотеки шведської королеви Христини. Цей рукопис є найважливішим зразком меронвінзьких ілюмінованих манускриптів з тих, що збереглися, та демонструє поєднання усталених мистецьких норм Пізньої Античності з мотивами «варварського» мистецтва періоду міграцій, які можна порівняти з більш відомим острівним мистецтвом Британії та Ірландії.
Жоден з наявних рукописів книги не містить ім'я Геласія, натомість вона має назву Liber sacramentorum Romanae ecclesiae («Книга таїнств Римської церкви»). Однак дуже стара традиція пов'язує книгу з папою Геласієм I, традиція, яка походить з приписування створення сакраментарія цьому папі 5-го сторіччя в роботах поета та боголова 8-го сторіччя Валафріда Страбона.
Сакраментарій з Ватиканської бібліотеки був створений неподалік Парижа бл. 750 року та містить суміш галльських та римських елементів. Ймовірно до його створення існували попережні схожі тексти, які не збереглися.
Датування літургічного змісту базується не на характеристиках рукопису, а самої літургії: більша її частина показує суміш римських та галльських практик, наслідуваних від меровінзької церкви. Приписування рукопису Геласію додавало ваги його змісту, який є важливим документом догригоріанської літургії.
Серед декількох літургійних обрядів, які існували у Західній Європі до 8-го сторіччя, двома найвпливовішими були римський обряд півдня Італії та Ломбардії та галліканський обряд (лат. Ritus Gallicanus), який був у використанні у більшості інших частин Західної Європи, за виключенням Іберійського півострову та Британських островів. До 700 року римський обряд вчинив певний вплив на використання галліканського, що і відображено в сакраментарії Геласія. Однак ця суміш була відкинута при переході імперії Карла Великого на римський обряд, сакраментарій якого був наданий папою Адріаном I — в 785-86 роках від надіслав Сакраментарій Адріана, версію григоріанського сакраментарію для використання папами, адаптовану для імперії Каролінгів. 
«Сакраментарій Геласія» складається з трьох догригоріанських частин, що відповідають літургічному року, і містить меси для неділь та свят, молитви, таїнства та освячення води і олії, молитви при освяченні церков та для прийому чорниць.